# José Dias Ribeiro
José Dias Ribeiro, conhecido como “General do Sertão”, e por "façanhudo" pelas autoridade militares, já pelos populares também era conhecido por "brigador". Foi um fazendeiro na região circunvizinha à Boa Vista, antigo estado de Goyaz, atual cidade de Tocantinópolis e genro do tenente coronel Theodoro Geoffre Wanderley. Combateu ao lado do tenente coronel Francisco Salles Maciel Perna (tenente coronel Perna), episódio conhecido com a primeira revolta de Boa-Vista (que em resumo era uma total aniquilação dos revoltosos monarquistas), o alferes Braz e Frei Gil, e posteriormente ao lado de Leão Rodrigues de Miranda Leda no conflito político e militar que veio se chamar a segunda revolta de Boa Vista, entre os anos de 1892 e 1895.
A guerra dos Pernistas e Carlistas
O inicio da guerra entre José Dias e coronel Carlos Gomes Leitão, pelo mês de fevereiro de 1892, por cause de Claudio Gomes que havia supostamente matado sua esposa. Como penalidade, o réu foi deserdado passando os seus bens e de sua finada esposa para os parentes. Em seguida os parentes venderam os bens de Claudio ao coronel Leitão, entre eles uma fazenda. Entretanto, com a chegada de um novo juiz na comarca dr. Hermeto Martins, revogou a sentença a fim de submeter o réu ao júri popular antes de estabelecer a sentença do processo. Coronel Leitão sabendo que iria perder a fortuna adquirida do preso, pois não havia provas contra ele, juntou cinquenta capangas e dirigiu-se até Boa-Vista para acabar o juri popular. Foi então que o tenente coronel Francisco Salles Maciel Perna (tenente coronel Perna), já com a idade de 64 anos, presidente da intendência de Boa-Vista na época, intercedeu em defesa do juiz. Embora o réu tenha sido absolvido, as ameaças contra o juiz ainda permaneciam. Foi então que o coronel Leitão juntou reforços na cidade de Philadélfia para retirar o magistrado, e seguindo para a cidade de Boa-Vista, ao chegarem em um local conhecido como Mumbuca, um dos homens do cel. Leitão, de nome Joaquim Balla, feriu mortalmente à Raphael Marques de Sousa.  
A morte de capitão Alexandre
Chegando na cidade, em 31 de março, cel. leitão se homiziou na casa do capitão Gregório Acacio de Figueiredo, onde foi cercado pelo grupo de tenente cel. Perna. Após horas de confronto, Frei Gil interviu para chegarem à um acordo de paz entre as partes.  As partes concordarem em fazer um encontro na casa do capitão Alexandre Gomes Leitão, irmão do cel Leitão, para negociarem a trégua. Em determinado momento enquanto as partes tratavam do acordo, Manoel Clemente realizou um disparo contra cap. Alexandre, direto no peito vindo a feri-lo mortalmente. Frei Gil tentou capturar Manoel, mas este fugiu, ao saber que seria entregue a cel. Leitão. O assassino do cap. Alexandre agiu sozinho sem que ninguém lhe houvesse lhe dado ordem, pois o mesmo havia sido ameaçado de morte pelo cap. Alexandre, por não querer se aliar aos carlistas. Posteriormente, à negociação frustrada e ao assassinado de seu irmão cel. Leitão recua para o estado de Goyaz, de onde retorna com uma força comandada pelo capitão Augusto de Castro e o alferes Braz Moreira.  
O ataque a fazenda Sobradinho - 23 de agosto de 1982
Após um ataque a fazenda Curicaca, vindo a óbito Manoel Tanoben, Silverio Ribeiro e prendendo a outros, os carlistas tentaram um ataque à fazenda Aldeia do ten. cel. Theodoro, do qual não obtiveram êxito, então, os pernistas resolveram contra atacar indo de encontro aos inimigos. O confronto entre os carlistas e pernistas saiu do controle levando à perdas de ambos os lados, no mês de agosto de 1982, em um evento na fazenda sobradinho (possivelmente próximo à vila de São Vicente do Araguaia), propriedade do capitão Norberto Francisco Carneiro, onde o juiz municipal Antônio Francisco de Araujo e outro juiz de direito Francisco Accacio de Figueiredo (vulgo Xico Curto), com apoio de 130 homens se refugiaram temendo um ataque de ten. cel Perna. A batalha só teve fim após a chegada do tenente coronel Maurício Lemos, comandante do corpo policial do Maranhão, que estavam de passagem por Boa-Vista, não achando militares na cidade foi oferecer apoio no confronto da fazenda Sobradinho.  Neste acontecimento José Dias se juntou ao alferes Braz contra os carlistas e saiu ferido no braço. Ao final da batalha foram levados como presos o tenente coronel Perna e o dr. Hermeto Martins ao estado do Maranhão pelo capitão Firmino Raymundo dos Santos Reis. Os outros capturados foram levado para Boa-Vista sob cuidados do capitão Machado. O que aconteceu após este evento, foi uma marcha macabra de morte e destruição na região de Boa-Vista, promovidas por Francisco Accacio de Figueiredo, Honorato José de almeida, Joaquim Bala e outros, como relata ten. cel Perna em uma carta quando esteve preso em Barra do Corda-MA, em 15 de novembro de 1982.
Primeiro cerco de Boa-Vista, o resgate.
Em 5 de janeiro de 1893 invadiu a cidade de Boa Vista para resgatar seus companheiros, que estavam nas mãos dos soldados do capitão de polícia Antônio Francisco Mendes Machado, os quais ameaçaram de morte os prisioneiro caso José não recuasse. Entretanto, de maneira sagaz, José cercou a cadeia e rendeu seus inimigos, que diferente deles, poupou suas vidades e permitiu que evadissem a cidade atravessando o rio em canoas para o lado do Maranhão. Na época José Dias foi chamado de herói pelo jornal Estado de Goyaz, conforme o texto a seguir:
A justiça e a razao triumpharam!
O snr. Jose Dias Ribeiro, já celebre por tres victorias sobre os carlistas entrou na Boa-Vista a 5 de janeiro. Na vespera (dia 4) por heroico cavalheirismo, deu aviso a seus adversarios que entraria na cidade ao dia seguinte.
Esses, pela sua acostumada cobardia, em vez de oppor o peito as balas e de morrer ou vencer, só tentaram assassinar os presos que ainda se achavam na cadeia
Não o conseguiram felizmente pela rapidez e habilidade com que o illustre chefe pernista cercou a mesma cadeia, na hora em que alguns soldados iam perpetrar o horrivel assassinato.
Em poucas horas, sem dar um tiro, o intrepido e generoso Jose Dias ficou senhor da cidade inteira. Sempre differente de seus adversarios, nao quiz derramar uma gotta de sangue nem torturar na cadeia os seus inimigos vencidos. Lhes forneceo canoas e dinheiro para que podessem despejar o territorio boavistense tanto tempo por elles escravisado.
O despreso que acompanha os carlistas sera seu maior castigo. A estima de todos os amigos da justiça sera a maior recompensa do sr. Jose Dias Ribeiro.
Deus seja mil vezes louvado!
Honras a Jose Dias!
Viva o povo!
Porto Nacional, 25 de janeiro de 1893.

Conforme a informação prestada pelo carcereiro, Jovito Bezerra da Costa, no dia da execução dos presos, a execução dos presos foi orquestrada, em 1º de janeiro de 1893, na casa do então delegado Machado. Dizendo ainda que lhe fora ordenado que fizesse manutenção nos cadeados e chaves da cadeia. No dia do resgate, Jovito narra que a ordem era de que no momento em que José Dias entrasse na cidade os primeiros disparam deveriam ser nos presos, então, quando o mesmo foi visto pelos soldados da cadeia, de imediato tentaram realizar o plano, e teria feito pelo menos uma vítima se um dos militares, o anspença Vicente, não tivesse segurado a carabina do cabo Juvencio e impedido de atirar contra os presos.
Em uma carta posterior, publicada pelo jornal Estado de Goyaz, 1893, um dos prisioneiros libertos por José Dias, o autor, identificado como Raymundo V. Braga, enfatiza que José Dias envia uma carta ao delegado capitão Machado, o qual também fugiu para o estado do Maranhão, que voltasse para o seu cargo em boa vista e que o desejo de todos era a paz na cidade. Nesta mesma carta, Raymundo, enfatiza no no fatídico dia, em que os prisioneiros seriam executados, um do militares se manifestou contra a chacina que estava por vim e se recusou a acatar as ordens superiores. Posteriormente, os libertos e o povo de Boa Vista, escrevem uma carta os sargento Thomé Augusto de Souza, chefe do destacamento, agradecendo pela decisão tomado por ele em discordar do ato terrível.
Após a libertação dos presos, o grupo de Dias se dissolveu e deixou a cidade, e com eles tenente coronel Perna também saiu da cidade e se refugiou na fazenda de José dias, chamada de Aldeia. Tendo em vista que a a cidade estava desgovernada, a foça federal sob comando de major Chaves tomou o controle de Boa-Vista.
Segundo cerco de Boa-Vista
Em outra ocasião, 29 de abril de 1983, o herói da Boa Vista foi cercado por ordem do delegado Machado, com o objetivo de prender o tenente coronel Francisco de Sales Maciel Perna, onde o grupo de José viu-se obrigado a se defender em trincheiras, que segundo Sales, o confronto durou cerca de duas horas. Ainda de acordo com Sales, em seu relato ao jornal Estado de Goyaz, em 1 de junho, por volta das quatro da manhã, a cidade foi novamente sitiada, por cerca de 760 pessoas, entre eles 60 guerreiros da etnia Apinajé. No ocorrido Francisco narra que os invasores tiraram a vida de muitas pessoas, entre as vítimas estavam Raymundo Maravilha, Maria Jeromenha e seu Marido Vicente, Dona Thereza, suas duas filhas donzelas, seu filho Benjamim e seu neto João. Dona Thereza, tentou barganhar com seus algozes por sua vida e de seus parentes a troco de dinheiro, porém seus carrascos não atenderam ao contrato e acabaram executando seus filhos e neto. Já Vicente, fingiu-se de morto e escapou posteriormente quebrando uma das grades de uma janela da cadeia. Continuando o relato, Francisco diz que as ruas de Boa Vista foram incendiadas, portas e janelas quebradas e muros derrubados, e no final apela ao Barão S. André que não aplique falsa acusação à José Dias de tamanha barbaridade.
Para infortúnio de José Dias, seus comparsas acabaram assassinando ao octogenário José Antônio Acácio de Figueiredo, pai do ten. cel. Francisco Acácio de Figueiredo. 
Em seguida o grupo de Dias seguiu para a cidade Filadélfia onde se encontrava uma força de paisanos carlistas entrincheirados, onde estes últimos, saíram como perdedores da batalha.   Devido a este evento, o qual ocorreu próximo à um morro, chamado até hoje de Espia, onde os vencedores obtiveram a vantagem do terreno elevado.
Posteriormente, José Dias se entregou como prisioneiro ao capitão Gromwel, em mais um cerco à cidade de Boa-Vista, para evitar processos judiciais. Em 6 de novembro de 1893, José Dias Foi solto pelo juiz da comarca de Boa-Vista, Barão de Santo André.
Chacina da fazenda Aldeia.
Sob ordem de coronel Carlos, o tenente José Ignácio Hesketh comandou buscas pela região para capturarem José Dias. Em fevereiro de 1894, em uma destas diligências, a foça nacional encontraram na fazenda Aldeia o tenente cel. Theodoro Geoffre Wanderley, o qual foi feito prisioneiro junto com sua família. Quando estavam sendo transportados para Boa-vista, os prisioneiros foram entregues à Francisco Accacio de Figueiredo. Theodoro teve os olhos perfurados e morreu a facadas junto com seu filho Chrispiniano, o qual era sogro de José Dias, o genro e o neto de Wanderley, totalizando 18 vítimas, . Em outros ataques, ao lado de Joaquim Balla, Hesketh deixou uma trilha de horror, matando famílias inteiras e desonrando mulheres da mais tenra idade a mulheres casadas. Segundo relato de populares moradores de Tocantinópolis, um dos sobreviventes Januario Wanderley, filho de Theodoro, jurou se vingar de Xico Curto, buscando apoio ao lado do bando de José Dias. Tendo sucesso em sua vingança, o sobrevivente da família Wanderley retirou o couro das costas de Xico, secou e usou de pelego debaixo da sela de seu cavalo, após o terceiro cerco de Boa-vista, onde Xico curto e outros dez foram capturados e conduzidos até o local chamado Olhos d'água, próximo à cidade. 
Terceiro cerco de Boa-Vista
O terror de Xico curto se extendeu até a cidade de Carolina no Maranhão, onde foram repelidos pelo povo e pelo alferes João Pedro. Todavia, pelo caminho acabaram matando um menino, filho de José Dias. José Dias sitia novamente a cidade de Boa-Vista, intitulado de comandante das forças sitiante pelo povo, em oposição às força federal sob comando do tenente José Ignácio Hesketh que havia dominado a cidade. O cerco iniciou-se 10 de agosto de 1894 e terminou em 30 de setembro do mesmo ano, devido principalmente à falta de recursos. O encerramento do conflito foi pacifico, sendo a cidade entregue ao comando de José Dias e a força federal sob comando de Hesketh retornou para a capital do estado do Maranhão.